# Chad Stahelski
Charles F. Stahelski (født 20. september 1968) er en amerikansk stuntman og filmskaber. Han bliver betragtet som en meget indflydelsesrig person i actionfilm-genren. Han opnåede berømmelse som stuntman og koordinator særligt som stunt double for Keanu Reeves i The Matrix (1999), og som kampsportskoordinator på de første to efterfølgere. Han har efterfølgende instrueret filmen John Wick, med Reeves, og dens tre efterfølgere.

## Filmografi
| År   | Titel                             | Instruktør | Producer  |
| ---- | --------------------------------- | ---------- | --------- |
| 2014 | John Wick                         | Ja         | Nej       |
| 2017 | John Wick: Chapter 2              | Ja         | Nej       |
| 2019 | John Wick: Chapter 3 – Parabellum | Ja         | Executive |
| 2021 | Bruised                           | Nej        | Executive |
| 2022 | Day Shift                         | Nej        | Ja        |
| 2023 | John Wick: Chapter 4              | Ja         | Ja        |
| 2025 | Ballerina                         | Nej        | Ja        |

Second-unit director
| År   | Titel                                                                | Instruktør            | Noter                               |
| ---- | -------------------------------------------------------------------- | --------------------- | ----------------------------------- |
| 2009 | Ninja Assassin                                                       | James McTeigue        | Sammen med David Leitch             |
| 2011 | Sherlock Holmes: A Game of Shadows                                   | Guy Ritchie           |                                     |
| 2012 | The Expendables 2                                                    | Simon West            |                                     |
| 2012 | Safe                                                                 | Boaz Yakin            |                                     |
| 2013 | After Earth                                                          | M. Night Shyamalan    |                                     |
| 2013 | Escape Plan                                                          | Mikael Håfström       | Alongside David Leitch              |
| 2013 | The Hunger Games: Catching Fire                                      | Francis Lawrence      | Also supervising stunt co-ordinator |
| 2015 | Hitman: Agent 47                                                     | Aleksander Bach       | Alongside David Leitch              |
| 2016 | Grimsby                                                              | Louis Leterrier       |                                     |
| 2016 | Captain America: Civil War                                           | Anthony and Joe Russo | Alongside David Leitch              |
| 2020 | Birds of Prey (and the Fantabulous Emancipation of One Harley Quinn) | Cathy Yan             | Also stunt coordinator              |

stuntarbejde
| År   | Titel                               | Noter                                                                     |
| ---- | ----------------------------------- | ------------------------------------------------------------------------- |
| 1994 | The Crow                            | Brandon Lee-Stunt Double (Reshoots Uncredited) Credited As Chad Storelson |
| 1996 | Escape from L.A.                    |                                                                           |
| 1997 | Bean                                |                                                                           |
| 1997 | Orgazmo                             |                                                                           |
| 1998 | Recoil                              |                                                                           |
| 1998 | Almost Heroes                       |                                                                           |
| 1998 | The Hunted                          | Stunts/Stunt Coordinator                                                  |
| 1999 | 8mm                                 |                                                                           |
| 1999 | The Matrix                          | Keanu Reeves' Stunt Double                                                |
| 1999 | Wild Wild West                      |                                                                           |
| 2000 | Picking Up The Pieces               |                                                                           |
| 2000 | The Replacements                    | (Keanu Reeves' Stunt Double (Uncredited)                                  |
| 2000 | The Gift                            | Uncredited stunts                                                         |
| 2001 | Tomcats                             |                                                                           |
| 2001 | Ghosts of Mars                      |                                                                           |
| 2001 | Rock Star                           |                                                                           |
| 2001 | Corky Romano                        |                                                                           |
| 2003 | The Matrix Reloaded                 | Martial Arts Stunt Coordinator                                            |
| 2003 | The Matrix Revolutions              | Martial Arts Stunt Coordinator                                            |
| 2004 | Torque                              | Stunt Driver (Uncredited)                                                 |
| 2004 | Van Helsing                         | Fight Coordinator/Assistant Stunt Coordinator                             |
| 2004 | Spider-Man 2                        | Uncredited                                                                |
| 2004 | Cellular                            | Utility Stunts (Uncredited)                                               |
| 2005 | Thumbsucker                         |                                                                           |
| 2005 | Constantine                         | Fight Choreographer (Uncredited)                                          |
| 2005 | XXX: State of the Union             |                                                                           |
| 2005 | Mr. & Mrs. Smith                    | Utility Stunts                                                            |
| 2005 | The Dukes of Hazzard                | Johnny Knoxville-Stunt Double (ukrediteret)                               |
| 2005 | Serenity                            | Stunt Coordinator                                                         |
| 2005 | Æon Flux                            | Uncredited                                                                |
| 2005 | V for Vendetta                      |                                                                           |
| 2006 | Beerfest                            | Stunt Coordinator                                                         |
| 2006 | 300                                 | Fight Choreographer                                                       |
| 2007 | Next                                |                                                                           |
| 2007 | Live Free or Die Hard               |                                                                           |
| 2007 | Shoot 'Em Up                        | Uncredited                                                                |
| 2007 | I Am Legend                         | Uncredited                                                                |
| 2008 | Jumper                              |                                                                           |
| 2008 | Speed Racer                         | Supervising Stunt Coordinator                                             |
| 2009 | X-Men Origins: Wolverine            | Action Coordinator                                                        |
| 2009 | Ninja Assassin                      | Stunt Coordinator                                                         |
| 2010 | Iron Man 2                          | Utility Stunts                                                            |
| 2010 | The Expendables                     | Stunt Coordinator                                                         |
| 2010 | Tron: Legacy                        | Uncredited                                                                |
| 2011 | Season of the Witch                 | Uncredited                                                                |
| 2011 | The Mechanic                        | Stunt Coordinator                                                         |
| 2011 | Immortals                           | Fight Choreographer                                                       |
| 2012 | Safe                                | Supervising Stunt Coordinator                                             |
| 2012 | Dredd                               | Action Coordinator                                                        |
| 2013 | G.I. Joe: Retaliation               | Assistant Stunt Coordinator                                               |
| 2013 | The Wolverine                       | Stunt Coordinator (Uncredited)                                            |
| 2013 | 47 Ronin                            | Stunt Coordinator (Uncredited)                                            |
| 2013 | Homefront                           |                                                                           |
| 2014 | Captain America: The Winter Soldier | Uncredited                                                                |
| 2018 | Deadpool 2                          |                                                                           |
| 2024 | Deadpool & Wolverine                |                                                                           |

Skuespiller
| År   | Titel                    | Rolle          |
| ---- | ------------------------ | -------------- |
| 1995 | Nemesis 2: Nebula        | Nebula         |
| 1998 | Vampires                 | Male Master #4 |
| 2021 | The Matrix Resurrections | Chad           |